# Боробул
Боробу́л (якут. Боробул) — село в Таттинском улусе Якутии России. Административный центр Жохсогонского наслега.

## География
Село находится на северо-востоке центральной части региона, на левом берегу реки Татта, на расстоянии 10 км от посёлка городского типа Ытык-Кюёль, административного центра улуса.

## Население
| 2002 | 2010  | 2021  |
| ---- | ----- | ----- |
| 949  | ↗1014 | ↘1001 |

### Национальный состав
Согласно результатам переписи 2002 года, в национальной структуре населения якуты составляли 99 % из 949 чел.

## Улицы
| - ул. А. Андреева, - ул. А.Е. Кулаковского, - ул. А.И. Софронова, - ул. Берёзовая, - ул. Д. Петрова, | - ул. Заречная, - ул. И. Кузьмина, - ул. Комсомольская, - ул. Лыабачаи, - ул. Миндилики, | - ул. Молодёжная, - ул. Набережная, - ул. Новая, - ул. Овражная, - ул. Озёрная, | - ул. Парковая, - ул. Победа, - ул. Селляхская, - ул. Совхозная, - ул. Таттинская. |

## Экономика
Животноводство (мясо-молочное скотоводство, мясное табунное коневодство).

## Инфраструктура
Дом культуры, средняя общеобразовательная школа, учреждения здравоохранения и торговли.

## Транспорт
Выезд на федеральную автотрассу Колыма.